# 庫比亞省
庫比亞省是西非國家畿內亞的33個省之一，位於該國北部，由拉貝大區負責管轄，首府設於庫比亞，北臨馬里省和馬里，東接圖蓋省，南毗達拉巴省，西鄰拉貝省，面積2,800平方公里，人口約114,000。